# László Kovács
László Kovács A.S.C (pronúncia húngara: [ˈkovaːt͡ʃ ˈlaːsloː]; Cece, Hungria, 14 de maio de 1933 — Beverly Hills, Califórnia, 22 de julho de 2007) foi um diretor de fotografia húngaro que influenciou o desenvolvimento de filmes americanos da Nova Hollywood nos anos 1970, colaborando com diretores como Peter Bogdanovich, Richard Rush, Dennis Hopper, Norman Jewison e Martin Scorsese. Mais famoso por seu trabalho em Easy Rider (1969) e Five Easy Pieces (1970), Kovács recebeu inúmeros prêmios, incluindo três Lifetime Achievement Awards. Foi um membro ativo da American Society of Cinematographers, além do conselho de diretores da organização.